# Box-office France 1965
Cet article traite du box-office français de l'année 1965.

## Les films de plus d'un million d'entrées
| Classement | Titre                                                      | Pays                               | Réalisateur                                       | Box-office France  |
| ---------- | ---------------------------------------------------------- | ---------------------------------- | ------------------------------------------------- | ------------------ |
| 1.         | Le Corniaud                                                |                                    | Gérard Oury                                       | 11 739 783 entrées |
| 2.         | Goldfinger                                                 |                                    | Guy Hamilton                                      | 6 675 099 entrées  |
| 3.         | Opération Tonnerre                                         | Terence Young                      | 5 734 842 entrées                                 |                    |
| 4.         | Le Gendarme à New York                                     |                                    | Jean Girault                                      | 5 495 045 entrées  |
| 5.         | Mary Poppins                                               |                                    | Robert Stevenson                                  | 4 308 426 entrées  |
| 6.         | Fantomas se déchaîne                                       |                                    | André Hunebelle                                   | 4 212 446 entrées  |
| 7.         | Le Tonnerre de Dieu                                        |                                    | Denys de La Patellière                            | 4 096 394 entrées  |
| 8.         | Les Grandes Gueules                                        |                                    | Robert Enrico                                     | 3 593 724 entrées  |
| 9.         | Viva Maria !                                               | Louis Malle                        | 3 450 559 entrées                                 |                    |
| 10.        | Les Tribulations d’un Chinois en Chine                     | Philippe de Broca                  | 2 701 748 entrées                                 |                    |
| 11.        | Furia à Bahia pour OSS 117                                 | André Hunebelle                    | 2 686 432 entrées                                 |                    |
| 12.        | Don Camillo en Russie                                      |                                    | Luigi Comencini                                   | 2 424 200 entrées  |
| 13.        | Merveilleuse Angélique                                     |                                    | Bernard Borderie                                  | 2 349 430 entrées  |
| 14.        | Journal d'une femme en blanc                               |                                    | Claude Autant-Lara                                | 2 344 819 entrées  |
| 15.        | Le Gentleman de Cocody                                     | Christian-Jaque                    | 2 027 645 entrées                                 |                    |
| 16.        | Zorba le Grec                                              |                                    | Michael Cacoyannis                                | 2 018 451 entrées  |
| 17.        | L'Express du colonel Von Ryan                              |                                    | Mark Robson                                       | 1 919 437 entrées  |
| 18.        | L'Homme d'Istambul                                         |                                    | Antonio Isasi-Isasmendi                           | 1 888 220 entrées  |
| 19.        | La Grosse Caisse                                           |                                    | Alex Joffé                                        | 1 836 779 entrées  |
| 20.        | Pas question le samedi                                     |                                    | Alex Joffé                                        | 1 827 286 entrées  |
| 21.        | La 317e Section                                            |                                    | Pierre Schoendoerffer                             | 1 653 827 entrées  |
| 22.        | La Fabuleuse Aventure de Marco Polo                        | Kingdom of Afghanistan (1931-1973) | Denys de La Patellière / Noël Howard / Raoul Lévy | 1 646 994 entrées  |
| 23.        | Les Quatre Fils de Katie Elder                             |                                    | Henry Hathaway                                    | 1 605 592 entrées  |
| 24.        | Par un beau matin d'été                                    |                                    | Jacques Deray                                     | 1 506 874 entrées  |
| 25.        | Lord Jim                                                   |                                    | Richard Brooks                                    | 1 461 904 entrées  |
| 26.        | Jerry chez les cinoques                                    |                                    | Frank Tashlin                                     | 1 434 122 entrées  |
| 27.        | Les Bons Vivants                                           |                                    | Gilles Grangier / Georges Lautner                 | 1 391 061 entrées  |
| 28.        | Mata Hari, agent H 21                                      |                                    | Jean-Louis Richard                                | 1 364 543 entrées  |
| 29.        | Major Dundee                                               |                                    | Sam Peckinpah                                     | 1 361 855 entrées  |
| 30.        | Les Copains                                                |                                    | Yves Robert                                       | 1 353 735 entrées  |
| 31.        | Train d'enfer                                              |                                    | Gilles Grangier                                   | 1 346 179 entrées  |
| 32.        | Pierrot le Fou                                             |                                    | Jean-Luc Godard                                   | 1 310 579 entrées  |
| 33.        | Ces merveilleux fous volants dans leurs drôles de machines |                                    | Ken Annakin                                       | 1 281 771 entrées  |
| 34.        | Le Tigre se parfume à la dynamite                          |                                    | Claude Chabrol                                    | 1 173 343 entrées  |
| 35.        | L'Arme à gauche                                            |                                    | Claude Sautet                                     | 1 170 334 entrées  |
| 36.        | Le Majordome                                               |                                    | Jean Delannoy                                     | 1 155 805 entrées  |
| 37.        | Opération Crossbow                                         |                                    | Michael Anderson                                  | 1 153 114 entrées  |
| 38.        | La Septième Aube                                           | Lewis Gilbert                      | 1 150 193 entrées                                 |                    |
| 39.        | Corrida pour un espion                                     |                                    | Maurice Labro                                     | 1 146 709 entrées  |
| 40.        | Coplan FX 18 casse tout                                    |                                    | Riccardo Freda                                    | 1 145 889 entrées  |
| 41.        | La Tête du client                                          |                                    | Jacques Poitrenaud                                | 1 140 482 entrées  |
| 42.        | Pleins feux sur Stanislas                                  |                                    | Jean-Charles Dudrumet                             | 1 125 104 entrées  |
| 43.        | La Bonne Occase                                            |                                    | Michel Drach                                      | 1 112 871 entrées  |
| 44.        | Compartiment tueurs                                        | Costa-Gavras                       | 1 079 154 entrées                                 |                    |
| 45.        | Espionnage à Bangkok pour U-92                             |                                    | Manfred R. Köhler / Alberto Cardone               | 1 076 210 entrées  |
| 46.        | Quand passent les faisans                                  |                                    | Édouard Molinaro                                  | 1 003 633 entrées  |

## Box-office hebdomadaire
| #  | Semaine                           | Film no 1                              | Pays            | Entrées         |
| -- | --------------------------------- | -------------------------------------- | --------------- | --------------- |
| 1  | 30 décembre au 5 janvier 1965     | L'Âge ingrat                           |                 | 350 741 entrées |
| 2  | 6 janvier au 12 janvier 1965      | Angélique, marquise des anges          |                 | 191 048 entrées |
| 3  | 13 janvier au 19 janvier 1965     | Angélique, marquise des anges          | 106 836 entrées |                 |
| 4  | 20 janvier au 26 janvier 1965     | Week-end à Zuydcoote                   |                 | 92 283 entrées  |
| 5  | 27 janvier au 2 février 1965      | Les Copains                            |                 | 155 972 entrées |
| 6  | 3 février au 9 février 1965       | Week-end à Zuydcoote                   |                 | 169 942 entrées |
| 7  | 10 février au 16 février 1965     | Week-end à Zuydcoote                   | 125 677 entrées |                 |
| 8  | 17 février au 23 février 1965     | Merlin l'Enchanteur                    |                 | 170 708 entrées |
| 9  | 24 février au 2 mars 1965         | Fantomas                               |                 | 135 417 entrées |
| 10 | 3 mars au 9 mars 1965             | Goldfinger                             |                 | 280 680 entrées |
| 11 | 10 mars au 16 mars 1965           | Goldfinger                             | 195 006 entrées |                 |
| 12 | 17 mars au 23 mars 1965           | Goldfinger                             | 158 365 entrées |                 |
| 13 | 24 mars au 30 mars 1965           | Goldfinger                             | 197 618 entrées |                 |
| 14 | 31 mars au 6 avril 1965           | Le Corniaud                            |                 | 331 110 entrées |
| 15 | 7 avril au 13 avril 1965          | Le Corniaud                            | 403 683 entrées |                 |
| 16 | 14 avril au 20 avril 1965         | Le Corniaud                            | 495 292 entrées |                 |
| 17 | 21 avril au 27 avril 1965         | Le Corniaud                            | 392 006 entrées |                 |
| 18 | 28 avril au 4 mai 1965            | Le Corniaud                            | 388 741 entrées |                 |
| 19 | 5 mai au 11 mai 1965              | Le Corniaud                            | 291 321 entrées |                 |
| 20 | 12 mai au 18 mai 1965             | Le Corniaud                            | 183 885 entrées |                 |
| 21 | 19 mai au 25 mai 1965             | Le Corniaud                            | 195 349 entrées |                 |
| 22 | 26 mai au 1er juin 1965           | Le Corniaud                            | 235 081 entrées |                 |
| 23 | 2 juin au 8 juin 1965             | Le Corniaud                            | 236 078 entrées |                 |
| 24 | 9 juin au 15 juin 1965            | Le Corniaud                            | 144 548 entrées |                 |
| 25 | 16 juin au 22 juin 1965           | Le Corniaud                            | 105 329 entrées |                 |
| 26 | 23 juin au 29 juin 1965           | Le Corniaud                            | 95 193 entrées  |                 |
| 27 | 30 juin au 6 juillet 1965         | Le Corniaud                            | 67 734 entrées  |                 |
| 28 | 7 juillet au 13 juillet 1965      | Le Corniaud                            | 72 527 entrées  |                 |
| 29 | 14 juillet au 20 juillet 1965     | Le Corniaud                            | 120 152 entrées |                 |
| 30 | 21 juillet au 27 juillet 1965     | Le Corniaud                            | 96 536 entrées  |                 |
| 31 | 28 juillet au 3 août 1965         | Le Corniaud                            | 90 242 entrées  |                 |
| 32 | 4 août au 10 août 1965            | Le Corniaud                            | 114 280 entrées |                 |
| 33 | 11 août au 17 août 1965           | Le Corniaud                            | 155 317 entrées |                 |
| 34 | 18 août au 24 août 1965           | Le Corniaud                            | 156 601 entrées |                 |
| 35 | 25 août au 31 août 1965           | Le Corniaud                            | 132 421 entrées |                 |
| 36 | 1er septembre au 7 septembre 1965 | Le Corniaud                            | 182 754 entrées |                 |
| 37 | 8 septembre au 14 septembre 1965  | Le Corniaud                            | 155 916 entrées |                 |
| 38 | 15 septembre au 21 septembre 1965 | Le Corniaud                            | 115 857 entrées |                 |
| 39 | 22 septembre au 28 septembre 1965 | Le Corniaud                            | 178 079 entrées |                 |
| 40 | 29 septembre au 5 octobre 1965    | Le Tonnerre de Dieu                    |                 | 140 163 entrées |
| 41 | 6 octobre au 12 octobre 1965      | Le Tonnerre de Dieu                    | 192 236 entrées |                 |
| 42 | 13 octobre au 19 octobre 1965     | Le Tonnerre de Dieu                    | 228 208 entrées |                 |
| 43 | 20 octobre au 26 octobre 1965     | Le Tonnerre de Dieu                    | 247 006 entrées |                 |
| 44 | 27 octobre au 2 novembre 1965     | Le Gendarme à New York                 |                 | 546 598 entrées |
| 45 | 3 novembre au 9 novembre 1965     | Le Gendarme à New York                 | 357 384 entrées |                 |
| 46 | 10 novembre au 16 novembre 1965   | Le Gendarme à New York                 | 292 410 entrées |                 |
| 47 | 17 novembre au 23 novembre 1965   | Le Tonnerre de Dieu                    |                 | 158 355 entrées |
| 48 | 24 novembre au 30 novembre 1965   | Le Gendarme à New York                 |                 | 112 222 entrées |
| 49 | 1er décembre au 7 décembre 1965   | Les Tribulations d'un Chinois en Chine | 163 959 entrées |                 |
| 50 | 8 décembre au 14 décembre 1965    | Les Tribulations d'un Chinois en Chine | 119 772 entrées |                 |
| 51 | 15 décembre au 21 décembre 1965   | Opération Tonnerre                     |                 | 119 800 entrées |
| 52 | 22 décembre au 28 décembre 1965   | Fantomas se déchaîne                   |                 | 473 814 entrées |